# Cavalheiro d'Espard
O Cavalheiro d'Espard é um personagem da Comédia Humana de Honoré de Balzac. Seu irmão mais velho é o marquês d'Espard.
Em L'Interdiction ele participa do interrogatório da marquesa d'Espard pelo juiz Jean-Jules Popinot. O pedido de interdição do marquês d'Espard, esposo da marquesa, prevê o cavalheiro como curador. De fato, o cavalheiro desejava que a interdição fosse deferida.
Em Les Secrets de la princesse de Cadignan, ele é um dos principais membros do círculo da marquesa d'Espard, que apresentará Diane de Maufrigneuse a Daniel d'Arthez.
Aparece também em Splendeurs et misères des courtisanes.